# Antorcha Humana (androide)
La Antorcha Humana, también conocido como Jim Hammond, es un personaje ficticio, un superhéroe de Marvel Comics. Creado por el escritor-artista Carl Burgos, apareció por primera vez en Marvel Comics #1 (octubre de 1939), publicado por el predecesor de Marvel, Timely Comics.
La Antorcha "Humana" era en realidad un androide creado por el científico Phineas Horton. Poseía la habilidad de envolverse con fuego y controlar las llamas. En sus primeras apariciones, fue retratado como un monstruo de ciencia ficción, pero rápidamente se convirtió en un héroe y adoptó una identidad secreta como oficial de policía del Departamento de Policía de Nueva York.
La Antorcha Humana era uno de los tres personajes de firma de Timely Comics; junto con el Capitán América y Namor. Como muchos superhéroes, la Antorcha Humana cayó en el olvido en la década de 1950. En 1961, Stan Lee y Jack Kirby reutilizaron su nombre y poderes para un nuevo personaje, Johnny Storm, un miembro de Los 4 Fantásticos (que en realidad era un humano mutado). A diferencia del Capitán América y Namor, la Antorcha Humana original sólo ha tenido una pequeña presencia en los cómics de Marvel posteriores a 1950 y está estrechamente relacionado con la Edad de Oro. En 2012, Hammond ocupó el puesto 28 en la lista de IGN de "Los 50 mejores vengadores".

## Historial de publicaciones
Después de su debut en el exitoso Marvel Comics # 1, la Antorcha Humana demostró ser tan popular que pronto se convirtió en uno de los primeros superhéroes en encabezar un título en solitario. A lo largo de la década de 1940, The Torch protagonizó o apareció en Marvel Mystery Comics (el título del libro comienza con el número 2), The Human Torch (que se estrenó con el número 2, otoño de 1940, después de haber asumido la numeración de los difuntos Red Raven Comics) y Captain America Comics # 19, 21–67, 69, 76–77, además de aparecer en varios números de All Select Comics, All Winners Comics, Daring Comics y Young Allies Comics.
La Antorcha Humana original debutó en la continuidad actual de Marvel Comics en Fantastic Four Annual # 4 (noviembre de 1966).
Antorcha Humana apareció como un personaje habitual en la serie Secret Avengers de 2010-2013, desde el número 23 (abril de 2012) hasta el número 37 final (marzo de 2013).
A partir de 2014, Antorcha Humana comenzó a aparecer como un personaje principal en Marvel NOW! relanzamiento de The Invaders.

## Historia del personaje

### Comienzos
La Antorcha Humana es un androide creado por el profesor Phineas T. Horton en su laboratorio en Brooklyn, Nueva York con fines científicos. Sin embargo, en una conferencia de prensa la creación de Horton se incendió cuando estuvo expuesta al oxígeno, y con la sensibilidad, personalidad y conciencia de un humano. La protesta pública llevó a que la Antorcha fuera sellada, pero se escapó debido a una grieta que dejó que el oxígeno se filtrara. A continuación causó que partes de Nueva York se quemaran, y después de tratar con un mafioso que quería obtener ventaja de sus habilidades para el seguro contra incendios, y accidentalmente causar su muerte por una explosión, finalmente aprendió a controlar su llama, se rebeló contra su creador y se comprometió a ayudar a la humanidad.
La Antorcha más tarde se encontró por primera vez y luchó contra Namor.
Se unió a otros héroes cuando la guerra estalló en Europa, y después en el Pacífico, para luchar contra las potencias del Eje. En su edición en solitario, adquiere un joven compañero, Thomas "Toro" Raymond, el hijo mutante de dos científicos nucleares cuya exposición a la radiación le dio la capacidad de controlar el fuego. La Antorcha Humana también se unió a la fuerza policial de Nueva York como parte de su "cobertura humana" bajo el nombre de James "Jim" Hammond. Más tarde olvidaría su nombre humano y serviría a la fuerza policial como la Antorcha Humana, luchando contra villanos y su enemigo, Namor.
Tanto la Antorcha como Namor se unieron al Capitán América y a su compañero Bucky como el núcleo del equipo de superhéroes de los Invasores, luchando contra los nazis durante la Segunda Guerra Mundial. Con los Invasores, pronto le fue lavado el cerebro por Cráneo Rojo y se enfrentó a la Legión de la Libertad. Más tarde dio una transfusión de sangre a Jacqueline Falsworth, dándole sus poderes sobrehumanos para convertirse en Spitfire.
La Antorcha, el Sub-Marinero, el Capitán América y Bucky se unieron con el Zumbador y Miss América en la América de la posguerra en un super-equipo posterior, el Escuadrón de Todos los Ganadores (el Capitán América original y la membresía de Bucky fueron posteriormente reconfigurados como habiendo sido el segundo Capitán América y Bucky). En la continuidad de Marvel, la Antorcha Humana fue responsable de la muerte de Adolf Hitler. Cuando los rusos estaban invadiendo Berlín, Torch y Toro irrumpieron en el búnker de Hitler justo cuando estaba a punto de suicidarse, para ofrecerle la oportunidad de entregarse a los estadounidenses, en lugar de a los rusos. Hitler giró su pistola y abrió fuego. A cambio, la Antorcha Humana lanzó fuego contra Hitler, quemándolo vivo.
Algún tiempo después, la Antorcha fue puesta en sueño de desactivación en el Desierto de Mojave; una prueba de bomba atómica lo despertó. Al enterarse de que los soviéticos habían capturado a Toro y le habían lavado el cerebro, la Antorcha rescató a su antiguo compañero y se enteró de que la radiación de la bomba nuclear había hecho que sus poderes fueran mucho más fuertes e inestables. Para que Toro siga siendo un niño, los escritores modificaron ligeramente el personaje, alegando que la Antorcha conoció a Toro después de la Segunda Guerra Mundial en lugar de al principio. El avivamiento duró cinco números. Escritores posteriores explicaron cómo temiendo que se convirtiera en un peligro para quienes lo rodeaban, la Antorcha voló de regreso al desierto y se convirtió en nova, agotando su reserva de energía y desactivándose efectivamente a sí mismo.

### Reactivación y unión a los Vengadores de la Costa Oeste
En la continuidad actual, el supervillano, el Pensador Loco, reactivó la Antorcha para que luchara contra Los 4 Fantásticos, desactivándolo cuando la Antorcha se negó a matar a los héroes. Una historia en los Vengadores que trataba sobre el trasfondo secreto de su miembro androide, la Visión reveló que el cuerpo de la Antorcha había sido encontrado por un robot renegado llamado Ultron 5, y modificado para convertirse en la Visión, su mente borrada de recuerdos pasados. y sus poderes se alteraron con la ayuda coercitiva del creador original de la Antorcha Humana, Phineas Horton. La semilla de esta idea fue plantada por el artista Neal Adams y desarrollada en detalle en The Avengers # 133-135 (mayo-junio de 1975) por el escritor Steve Englehart. 
Una historia posterior de Roy Thomas en What If? # 4 (agosto de 1977), planteó la sugerencia de que la Visión en realidad se hizo a partir de un segundo androide creado por Horton, llamado Adam II. Esto liberó la Antorcha Humana para un posible resurgimiento. Esto fue seguido por John Byrne, quien hizo que la Bruja Escarlata reviviera la Antorcha en Vengadores de la Costa Oeste, buscando respuestas sobre su esposo, la Visión, y para ayudar a Ann Raymond, esposa de Tom "Toro" Raymond. En estas historias, se determinó que la Visión había sido hecha por Ultron con las piezas de repuesto de la Antorcha, lo que explicaba sus similitudes físicas. La Antorcha sirvió a los Vengadores por muchos problemas antes de perder sus poderes para salvar a la ex superheroína Spitfire en la serie Namor de la década de 1990. Sus poderes desaparecieron, la Antorcha se estableció con Ann Raymond.
El se convirtió en el Jefe de Seguridad de Oracle, Inc., y luego aparecería como el CEO de Oracle, Inc., una empresa dirigida por Namor. Allí dirigió el equipo mercenario Heroes for Hire, y su misteriosa conexión con la Visión se amplió cuando Ant-Man (Scott Lang) declaró que sus mecanismos internos no eran simplemente similares, sino idénticos a los de la Visión, a pesar de las profundas diferencias en su apariencia y poderes. Durante la aventura de viaje en el tiempo Avengers Forever, los Vengadores posteriormente descubrieron a Immortus, el custodio de Limbo, había usado un dispositivo llamado Forever Crystal para divergir la línea de tiempo personal de la Antorcha mientras mantenía los dos resultados concurrentes. Según esta explicación, la Antorcha Humana es la Visión, pero también continúa existiendo como él mismo.
Cuando se cerró Oracle, Inc. y Heroes for Hire se disolvió, pronto se le pidió a Hammond que encabezara el V-Battalion del Ciudadano V tras el retiro de Roger Aubrey, el Destructor. Mientras estaba de permiso del V-Battalion como líder de campo de los Nuevos Invasores, se apegó a Tara, una androide femenina basada en él, a quien llegó a considerar como una especie de hija. También renovó sus relaciones con Spitfire, para consternación de su novio, Union Jack (Joey Chapman). Se reveló que Tara fue creada por Red Skull; las anulaciones en su personalidad en desarrollo permitieron que los enemigos de los Invasores, el Eje Mundi, la usaran como arma contra el equipo. Mientras Tara se calentaba hacia la sobrecarga para matar a los Invasores, la Antorcha canalizó su calor para evitar su colapso. Con sus propios sistemas luego sobrecargados, voló alto en la atmósfera, lejos de donde podría causar daño, y detonó.
Los restos de la Antorcha fueron recuperados por las Naciones Unidas y secuestrados para la investigación. Posteriormente fueron robados por el profesor Zhang Chin, quien usó la química de la Antorcha para crear un arma de virus que provocó la inmolación de las personas infectadas. El Capitán América (Barnes) y el Sub-Mariner detuvieron el ataque y pudieron presionar al gobierno de los Estados Unidos para que enterrara la Antorcha con todos los honores militares.
El campo de entrenamiento sobrehumano creado a raíz de la Guerra Civil se llama Camp Hammond, en honor a la Antorcha. Una estatua de Hammond en el terreno lleva la inscripción "JIM HAMMOND, EL PRIMERO DE LAS MARAVILLAS: Nos mostró que los héroes se pueden hacer". Cuando Norman Osborn cerró el campamento, una multitud enfurecida derribó la estatua.

### Vengadores/Invasores
La Antorcha Humana original aparece en la maxi-serie Vengadores/Invasores junto a sus compañeros Invasores cuando un incidente los lleva de los campos de batalla de la Segunda Guerra Mundial al Universo Marvel actual, donde se encuentran con los Nuevos Vengadores y los Poderosos Vengadores. Durante su tiempo en el futuro, la Antorcha intenta brevemente 'liderar' los Life Model Decoy de S.H.I.E.L.D. contra la organización en la creencia de que son máquinas sensibles que han sido esclavizadas por la agencia, pero se revela que ha sido engañado por Ultron que se había infiltrado en el Helicarrier.

### Armamento
Algún tiempo después de su destrucción, las piezas de su cuerpo son reunidas y reensambladas en un laboratorio secreto de la ONU, hasta que un escuadrón de mercenarios liderado por Batroc el Saltador las roba, a instancias del villano científico chino Profesor Pandemic. Cuando era niño, el profesor fue rescatado de las autoridades japonesas por los invasores y quedó fascinado por la antorcha. Ahora, tiene la intención de utilizar la tecnología para promover sus objetivos. El Capitán América (James Barnes), Viuda Negra y el Sub-Marinero corren para evitar que esto suceda. El profesor usó la química y la estructura celular de la Antorcha para crear un virus en el aire que puede matar personas de manera espontánea. El profesor planea usar este virus para erradicar la mitad de la población de la Tierra. Afortunadamente, Cap pudo detener esto y se aseguró de que Jim recibiera un entierro adecuado.

### La Antorcha
Al comienzo de Dark Reign, el recientemente resucitado Toro es capturado por A.I.M. durante un intento de matar al Pensador Loco. La experimentación inicial en Toro hace que el Pensador Loco se dé cuenta de que puede reconstruir la Antorcha. A.I.M. roba el cuerpo de la Antorcha del Cementerio Nacional de Arlington para experimentar.
Después de que Pensador Loco y A.I.M. pasaron meses experimentando con el cadáver de la Antorcha y con el cautivo Toro, pueden resucitar la Antorcha, pero parece que todos los recuerdos de su pasado han desaparecido. El Pensador Loco obtiene el control completo de la Antorcha utilizando el "Compuesto D", una molécula sintética que adaptó de las células de la Antorcha (H42N2C2O6), a la que denomina "células de Horton". Mientras tanto, los poderes de Toro comienzan a manifestarse nuevamente y un descubrimiento sorprendente prueba que la mutación de Toro puede haber sido creada como resultado de que su madre trabajara para Horton.
La Antorcha es ahora un arma de destrucción masiva y rápidamente reduce una ciudad entera a escombros, matando a todos y todo lo que está a la vista después de destruir varios aviones de la fuerza aérea de Estonia. Un intento de escape de Toro daña el mecanismo de control y libera la antorcha. Inmediatamente regresa al portaaviones AIM y comienza a asesinar a todos a la vista (nuevamente). El Pensador Loco revela que ha logrado sintetizar más del Compuesto D que puede interactuar con los organismos vivos y controlarlos. Mientras se teletransporta a un lugar seguro de la matanza de la Antorcha, el compuesto comienza a verterse en el océano. Llega a un asentamiento atlante a continuación, ya que Namor lo visitaba, e infecta a la población.
A medida que la infección del Compuesto D se propaga por Nueva York, Antorcha lucha contra un Sub-Mariner infectado y descubre la naturaleza del Compuesto D después de que Sub-Mariner intenta infectarlo. Sub-Mariner es derrotado y, aunque Reed Richards puede crear un antídoto, no puede crearlo lo suficientemente rápido. La Antorcha, Toro y Johnny Storm se unen y atacan la base del Pensador Loco y el Pensador al principio se niega a cooperar hasta que la Antorcha amenaza con quemar la Tierra para derrotar al Compuesto D, comenzando con el Pensador. El Pensador se da cuenta de que la Antorcha está diciendo la verdad, ya que las emociones, los recuerdos y la humanidad de la Antorcha aún se están recuperando de su reciente desaparición y restauración y proporciona el antídoto, pero les advierte y se teletransporta.
Toro intenta investigar su pasado para conocer la asociación de sus padres con el profesor Horton y descubre que algunos prototipos de células de Horton fueron robados hace mucho tiempo. La Antorcha es visitada por la Visión de la Edad Dorada, quien le aconseja que busque a Toro y lo ayude mientras pueda. Su búsqueda los lleva por todo el mundo donde existe una sociedad clandestina llamada "Nuevo Berlín" y la población es educada bajo la premisa de que las potencias del Eje ganaron la Segunda Guerra Mundial; las personas que abandonan la ciudad subterránea se incendian y son incineradas. El líder de esta colonia atrae al Pensador Loco y luego lo mantiene cautivo para obligarlo a cooperar.
El Pensador ayuda a estabilizar el arma del líder de New Berlin, la antorcha inhumana androide, para que pueda funcionar sin destruirse a sí misma debido a las células prototipo de Horton. Sin embargo, el Pensador también ayuda a liberar la Antorcha y Toro, y a pesar de que la Antorcha aún muere por el antídoto del Compuesto D, se enfrenta a la Antorcha Inhumana en la batalla. Sin embargo, la Antorcha Inhumana puede controlar, absorber y manipular fácilmente todas las llamas y succiona la llama de la Antorcha y Toro. Sin embargo, la Antorcha se despide de Toro y se vuelve a encender y se enfrenta a la Antorcha Inhumana en una pelea final. La Antorcha al principio ofrece ayudar a la Antorcha Inhumana a aprender sobre sí misma y la humanidad, pero se niega y la Antorcha luego canaliza su llama nova hacia la Antorcha Inhumana que la sobrecarga y la convierte en una estatua fundida e inerte. sin embargo, un efecto secundario de usar su llama nova esta vez fue que desactivó la enzima que descompone las células de Horton y, por lo tanto, se salvó la vida de la Antorcha. Se despiden de New Berlin y la Golden Age Vision los lleva de regreso a Nueva York. El Pensador escapa y revela que el líder de "Nuevo Berlín" es él mismo un androide debido a que el fundador real de la ciudad no puede tener hijos propios. El líder de New Berlin no creyó esto hasta que dejó la ciudad, estalló en llamas y fue incinerado. él mismo es un androide debido a que el fundador real de la ciudad no puede tener hijos propios. El líder de New Berlin no creyó esto hasta que dejó la ciudad, estalló en llamas y fue incinerado. él mismo es un androide debido a que el fundador real de la ciudad no puede tener hijos propios. El líder de New Berlin no creyó esto hasta que dejó la ciudad, estalló en llamas y fue incinerado.

### Vengadores secretos
Más tarde, el Capitán América le ofrece a la Antorcha la membresía en los Vengadores Secretos después de que Hawkeye asume el cargo de líder del equipo. Durante su primera misión con el grupo, los Vengadores Secretos viajan al Núcleo, una ciudad subterránea habitada por una raza avanzada de robots llamada Descendientes. La Antorcha descubre que es adorado por los Descendientes, quienes respetuosamente se refieren a él como "Abuelo". Durante un encuentro con un cyborg que se parece a la Miss América original, la Antorcha se entera de que la ciudad fue creada por un hombre conocido como el Padre, quien creó a los Descendientes en la década de 1940 como parte de un intento fallido de replicar el trabajo del profesor Horton. La Antorcha sufre graves daños durante el escape de los Vengadores del Núcleo y se coloca en estasis hasta que su cuerpo pueda ser reparado.
Black Ant luego libera la Antorcha y lo teletransporta de regreso al Núcleo, donde es reparado por Padre. Allí, la Antorcha se pone del lado de los Descendientes, dándose cuenta de que nunca encajó del todo con los humanos. Luego lidera un ejército de robots durante una incursión en la ciudad de Nueva York, con el objetivo de asimilar por la fuerza a la raza humana mediante el uso de la nanotecnología. La Antorcha finalmente se da cuenta de que le habían lavado el cerebro y destruye el Orbe de la Nigromancia, el artefacto místico que dio vida a los descendientes. Aunque la raza humana se salva, los Descendientes mueren como resultado. Angustiado, la Antorcha abandona a los Vengadores y vuela hacia lugares desconocidos.

### All-New Invaders
Varios meses después de su renuncia a los Vengadores, se muestra a Hammond viviendo en un pequeño pueblo llamado Blaketon, ahora trabajando como mecánico. Se ve obligado a abandonar su nueva vida después de ser atacado por un escuadrón de soldados Kree, reanudando su identidad como la Antorcha Humana una vez más. Después de ser salvado por la intervención del Capitán América y el Soldado del Invierno, la Antorcha se une a los Invasores recién reformados.
Cuando se declara que los Cuatro Fantásticos no son los tutores aptos para los niños de la Future Foundation, Hammond se ofrece a hacerse cargo de la custodia de los niños para proporcionar un tutor en el que la FF pueda confiar en quien saben que hará todo lo posible para reunirlos con sus padres, incluso amenazando con dejar S.H.I.E.L.D. si se ve obligado a elegir entre la agencia y su promesa de proteger a los niños. Durante el enfrentamiento final con las fuerzas de Contra-Tierra, desatadas por el misterioso Quiet Man como parte de su plan contra el FF, Sonámbulo reveló que Hammond tenía un alma a pesar de su origen artificial.

## Fisiología
Los escritores anteriores describieron el cuerpo de la Antorcha como anatómicamente idéntico al humano, pero hecho de materiales sintéticos (como hueso de cerámica). En consecuencia, se demostró que la Antorcha tiene necesidades humanas y debilidades humanas; ha sido derribado por drogas, gas venenoso, ataques hipnóticos y telepáticos tanto en las historias de la Edad de Oro como en la serie Invaders de la década de 1970. La Antorcha tiene corazón, pulmones, sistema circulatorio y digestivo, y se ha demostrado que duerme, come y bebe en más de una ocasión. Toro ha insinuado con humor que la Antorcha tiene funciones excretoras humanas normales. Este concepto de un ser humano vivo y artificial hecho de carne y sangre sintética era único en los cómics, a diferencia del tema mucho más común de un autómata mecánico que solo se parece externamente a un ser humano.
Después de la modificación y reactivación de la Antorcha por el Pensador Loco, los escritores comenzaron a retratarlo como claramente mecánico, que contenía circuitos, relés y motores, muy parecido a un robot tradicional. Esta presentación variable de su anatomía sigue siendo un problema sin resolver, ya sea un error de continuidad pasado por alto o explicado dentro del contexto ficticio de las historias. Después de su creación por Phineas Horton, muchos otros han examinado y experimentado con el cuerpo de la Antorcha, incluidos el Pensador Loco, Zhang Chin, Henry Pym y científicos no especificados que trabajan para las Naciones Unidas. No está claro si alguna de estas entidades ha hecho adiciones al diseño del cuerpo original de la Antorcha que podrían explicar la apariencia de sus componentes mecánicos. Captain America #47 describe la anatomía de la Antorcha como basada en la biología, moviendo el péndulo hacia atrás en la otra dirección: el cuerpo de la Antorcha tiene tanto ADN como una estructura celular, según Zhang Chin. Otros escritores han continuado enfatizando los aspectos mecánicos de la Antorcha, tanto en términos de mostrar los componentes metálicos del cuerpo como en las referencias a que la Antorcha tiene una "programación" que puede ser alterada.
El Pensador Loco ha declarado que los órganos de la Antorcha están compuestos por "células de Horton", réplicas sintéticas de células humanas que utilizan plásticos y polímeros de carbono que duplican las estructuras que se encuentran en las células humanas orgánicas. Estas células se pueden cultivar en un cultivo y son compatibles con la fisiología humana y mutante. Incluso en grupos pequeños, son capaces de generar y almacenar una cantidad notable de energía:
- Mientras viajaba dentro de la Antorcha Humana en forma miniaturizada, Scott Lang obtuvo temporalmente una versión de los poderes de la Antorcha después de entrar en contacto con una de las células que alimentan la Antorcha.[52] (Este es un homenaje a un incidente similar en el que Henry Pym entró en el cuerpo de Visión y quedó temporalmente intangible).[53]
- Los Pyronanos, un tipo de seres artificiales basados en nanomáquinas, fueron creados utilizando células extraídas en secreto de Jim Hammond.[54]
- El compuesto D, una sustancia de control mental creada por el Pensador Loco, está hecho de células de Horton.
- Thomas "Toro" Raymond, el compañero adolescente de Antorcha, es un mutante que estuvo expuesto a las células de Horton cuando era niño. Las células se unieron a su sistema nervioso y provocaron que sus poderes se manifestaran como un duplicado exacto de los de la Antorcha.[55]

De particular interés es la sangre sintética de la antorcha, que además de ser un tipo de sangre universal ha demostrado tener propiedades reconstituyentes notables:
- Una "transfusión de sangre" de la Antorcha le dio a Spitfire sus poderes de supervelocidad,[56] y evitó su conversión en uno de los no-muertos;[57] una segunda transfusión décadas después le salvó la vida y le devolvió la juventud.[58] Consciente de la transformación inicial, la hiena obtuvo una muestra de sangre de la Antorcha con la esperanza de crear un ejército de velocistas nazis.[59] Una transfusión similar a Mujer Guerrera revirtió gran parte de su daño cerebral y restauró su salud y poder.[60]
- El robot Ultron informó que podía "saborear la vida" después de beber la sangre de la Antorcha.[23]

## Poderes y habilidades
La Antorcha Humana es un ser sintético diseñado y construido con materiales artificiales. Tiene la capacidad para la inteligencia creativa, la actividad automotivada ilimitada y las emociones humanas. La Antorcha tiene la capacidad de envolver su cuerpo en plasma ardiente sin lastimarse a sí mismo y de utilizar esta energía térmica para varios efectos, incluido el vuelo, la formación de formas ardientes, la liberación de energía en forma de explosiones de calor, "explosiones de llama nova" (más alto ráfagas de calor de intensidad, similar al pulso de calor de una ojiva nuclear), y ráfagas de fuerza de conmoción. La Antorcha tiene la capacidad de controlar la energía térmica ambiental en su entorno inmediato, lo que le permite controlar las llamas que no son de su propia generación, lo hace inmune a los efectos del calor externo y absorber el calor de otras fuentes. La llama de la antorcha se puede apagar por falta de oxígeno,
Mientras está en forma de llama, la Antorcha Humana original se ha involucrado en un combate cuerpo a cuerpo con Namor, el Submarino. También ha excavado bajo tierra y a través de embarcaciones como un misil humano.
El límite superior de su resistencia ha sido indefinido a lo largo de los años, habiendo salido una vez más fuerte de una explosión nuclear, y en otra ocasión considerado destruido por otra explosión nuclear, esta última sucediendo en el último número de New Invaders.
La Antorcha fue miembro de la policía de Nueva York en la década de 1940 y tiene entrenamiento en la academia de policía. Ha recibido algún entrenamiento en combate sin armas por parte del Capitán América, y es un experto en el uso de combate de sus poderes sobrehumanos. La Antorcha también es un luchador callejero consumado.
La Antorcha puede vivir sin oxígeno, entrando en modo de estasis.

## En otros medios

### Televisión
- La Antorcha Humana androide fue mencionada en la serie animada de televisión Fantastic Four, en el episodio "Cuando llamas a Galactus".
- La Antorcha Humana androide aparece en la serie animada The Super Hero Squad Show, en el episodio "Guerra Mundial de Brujas", con la voz de Jim Cummings.

### Cine
- La Antorcha Humana hace un cameo de tres segundos en Capitán América: El Primer Vengador, en la Stark Expo como una figura en exhibición en un tubo de vidrio privado de oxígeno.[61]

### Videojuegos
- El personaje de Jim Hammond como la Antorcha Humana aparece en Lego Marvel Vengadores, con la voz de Sam Riegel.
- Jim Hammond aparece como un personaje jugable en Marvel Puzzle Quest.[62]